# 博爾科湖

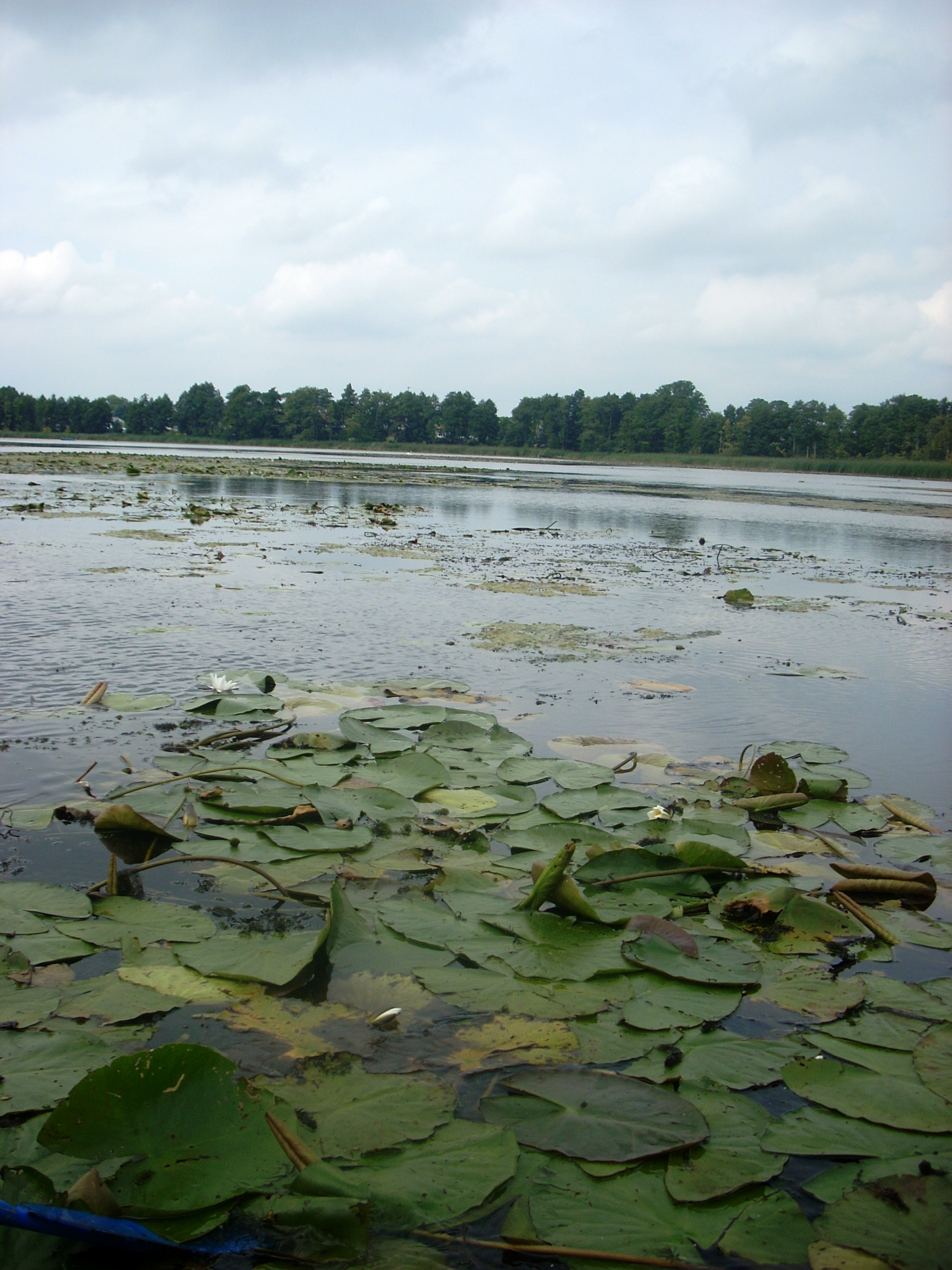

53°39′35.63632″N 11°57′26.08154″E / 53.6598989778°N 11.9572448722°E
博爾科湖（德語：Borkower See），是德國的湖泊，位於該國東北部，由梅克倫堡-前波美拉尼亞州負責管轄，處於路德維希斯盧斯特-帕爾希姆縣，面積0.2平方公里，海拔高度36米，平均水深3米，最大水深10米。